# A Southern Boy of '61
Pour plus de détails, voir Fiche technique et Distribution.
A Southern Boy of '61 est un film américain produit par Kalem, réalisé par Sidney Olcott et sorti en 1912. Une histoire de la guerre de Sécession.

## Fiche technique
- Titre original : A Southern Boy of '61
- Réalisation : Sidney Olcott
- Société de production : Kalem
- Pays :  États-Unis
- Longueur : 1000 pieds
- Dates de sortie :
  - États-Unis : 8 janvier 1912 (New York)

## Distribution
- Jack J. Clark